# Élaboration d'un album de Tintin
Pour les articles homonymes, voir Tintin (homonymie).
 (septembre 2017).
L'élaboration d'un album de Tintin a pu changer avec le temps, mais des éléments restent constants à Hergé et à d'autres auteurs. 
De plus, vers les dernières années, il bénéficia largement de l'aide de ses collaborateurs des Studios Hergé, notamment de Bob de Moor.

## Élaboration d'un album

### Le découpage graphique
Hergé Hergé dessine sommairement l'enchaînement des cases de manière à s'assurer le « suspense final ».

### Le crayonné
Le crayonné permet de préciser des détails de la scène. Des croquis additionnels sont réalisés en parallèles (gros plans des objets par exemple).
C'est à ce moment qu'il s'attaque véritablement au dessin. Il dessine alors les personnages, n'hésitant pas à raturer et effacer jusqu'à transpercer le papier.
Souvent, il demande à ses collaborateurs de l'esquisser dans la pose qu'il veut donner à son personnage. Enfin, lorsque tous les crayonnés sont terminés, il prend un calque de toutes les cases, choisissant le trait qui convient le mieux et profitant de l'occasion pour recadrer des éléments. Une fois cela fait, il décalque les dessins sur une planche propre.

### La mise au net
À partir des calques, le dessin est “mis au net” en traçant les contours à l’encre de chine à la plume ou au pinceau. L’ensemble est alors transmis au photograveur qui reproduit le dessin sur un film positif (le résultat consiste en un film transparent sur lequel n’apparaît que le trait noir du dessin).

### La mise en couleurs et les dialogues
À partir de ce film, le photograveur “grave” une plaque d’impression qui permet d’imprimer le dessin au trait sur une dizaine d’exemplaires. Cette impression est réalisée sur un papier de type Canson, très épais et tolérant bien l’eau et la peinture de manière à supporter le coloriage. Ces épreuves sont imprimées dans des tons pâles de gris ou de bleu (d’où leur nom de “bleu” de coloriage). Le photograveur envoie alors les “bleus” de coloriage, accompagnés du film noir correspondant, au format de la publication définitive aux Studios Hergé.
La mise en couleur est faite par des coloristes. À partir du Cigares des Pharaons, cette étape est réalisée par Josette Baujot. Elle devient par la suite la coloriste en chef des Studios Hergé de 1954 à 1979.
Les dialogues sont réalisés par Arsène Lemey, qui a exercé la profession de “lettreur” aux éditions Casterman.

### L'impression
Une fois le travail terminé, l’ensemble est renvoyé chez le photograveur. Celui-ci réalise alors, au moyen d’un agrandisseur et de filtres adaptés, la séparation des couleurs. Cela doit permettre à l’imprimeur de disposer des 4 films nécessaires : celui du trait noir, celui du jaune, celui du bleu et celui du rouge. Les autres couleurs sont obtenues à partir de ces couleurs primaires.